# San Salvador de Jujuy
San Salvador de Jujuy este orașul capitală a Provinciei Jujuy din Argentina. Acesta se află aproape de capătul sudic al Canionului Humahuaca.